# Фернанду Кабріта
Фернанду Кабріта (порт. Fernando Cabrita, 1 травня 1923, Лагоа — 22 вересня 2014) — португальський футболіст, що грав на позиції нападника. По завершенні ігрової кар'єри — тренер.
Виступав, зокрема, за клуби «Ольяненсі» та «Спортінг» (Ковільян), а також національну збірну Португалії.
Чемпіон Марокко (як тренер).

## Клубна кар'єра
У дорослому футболі дебютував 1942 року виступами за команду «Ольяненсі», в якій провів дев'ять сезонів. 
Протягом 1951—1953 років захищав кольори клубу «Анже».
У 1953 році перейшов до клубу «Спортінг» (Ковільян), за який відіграв 4 сезони. Завершив професійну кар'єру футболіста виступами за команду «Спортінг» (Ковільян) у 1957 році.

## Виступи за збірну
У 1945 році дебютував в офіційних матчах у складі національної збірної Португалії.
У складі збірної був учасником чемпіонату Європи 1984 року у Франції, на якому команда здобула бронзові нагороди.
Загалом протягом кар'єри в національній команді, яка тривала 13 років, провів у її формі 7 матчів, забивши 1 гол.

## Кар'єра тренера
Розпочав тренерську кар'єру, ще продовжуючи грати на полі, 1954 року, очоливши тренерський штаб клубу «Унаїс да Серра».
У 1967 році став головним тренером команди «Бенфіка», тренував лісабонський клуб один рік, а потім очолював команду з 1973 по 1974 рік.
У 1977 році прийняв пропозицію попрацювати у клубі «Бейра-Мар». Залишив клуб Авейру 1979 року.
Протягом одного року, починаючи з 1983, був головним тренером команди Португалія.
Протягом тренерської кар'єри також очолював команди «Портімоненсі», «Уніао де Томар», «Ріу-Аве», «Академіку» (Візеу), «Пенафіел», «Ештрела» та «Раджа» (Касабланка).
Останнім місцем тренерської роботи був клуб «Есперана де Лагос», головним тренером команди якого Фернанду Кабріта був протягом 1992 року.
Помер 22 вересня 2014 року на 92-му році життя.

## Титули і досягнення

### Як тренера
- Чемпіон Марокко (1):

«Раджа» (Касабланка): 1988